# قطعنامه ۱۷۸۸ شورای امنیت
قطعنامه ۱۷۸۸ شورای امنیت سازمان ملل متحد که در تاریخ ۱۴ دسامبر ۲۰۰۷ تصویب شد، سندی بین‌المللی دربارهٔ بررسی وضعیت خاورمیانه است. این قطعنامه طی نشست ۵۸۰۲ام با ۱۵ رای موافق، ۰ مخالف و ۰ ممتنع تصویب شد.